# Fermín IV
Fermín IV Caballero Elizondo (Monterrei, Nuevo Leon, 22 de dezembro de 1974), é um rapper e um pastor evangélico mexicano.
Fermín é mais conhecido como um dos fundadores do grupo hip hop Control Machete.

## Biografia
No início dos anos 90 iniciado ele estava num local o grupo de rock locais Prófuga Del Metate.
O seu primeiro contacto com o Rap foi através do seu amigo Enrique Molina, com o seu nome artístico Dj Perk, que tinha um grupo de Break Rap em Novo Laredo, Tamaulipas. Fermín tinha outro nome de rap como MC Caballero, Dj Perk passou-lhe as suas cassetes, a partir daí começou a ouvir mais expoentes como House of Pain, Busta Rhymes e Mystikal. Fermín ele ouvia sempre rap, rock, corridos, norteñas e outros géneros musicais, até que conheceu Dj Perk é que começou a interessar-se mais pelo género rap, era o único amigo que conhecia que sabia mais sobre o género e estava na comunidade hip hop.

## Control Machete
Em 1995, ele co-fundou o grupo de hip-hop Control Machete em Monterrey, Nuevo León. Em 2000, ele decidiu deixar o grupo.

### Ministério
Em 2001, tornou-se cristão e colaborou em algumas canções dos álbuns musicais da igreja evangélica Semilla de Mostaza em na Cidade do México, Semilla de Mostaza Presenta, em 2001; Gracias em 2003, os dois álbuns de estúdio; e, Concierto En Vivo Desde Monterrey em 2003. Tornou-se pastor da igreja em 2005.

## Discografia

### Carreira solo
- 2002 - Boomerang
- 2017 - Odió/Amor